# Marina Kuptsova
Marina Kuptsova (russisk: Марина Геннадьевна Купцова tr. Marina Gennadjevna Kuptsova ; født 22. december 1981 i Moskva) er en russisk højdespringer, hvis personlige rekorder lyder på 2,02 m (udendørs) og 2,03 m (indendørs). Blandt hendes bedste internationale konkurrenceresultater kan nævnes guldmedaljen ved indendørs-EM 2002 i Wien samt sølvmedaljen ved udendørs-EM samme år i München.
I 2004 sad hun uden for konkurrencer på grund af en akillesseneskade.